# ДЮШ на ПФК „Левски“ (София)
Детско-юношеската школа на ПФК Левски (София) е организация в структурата на ПФК Левски (София), която се занимава със селекцията и развитието на млади футболисти, които впоследствие да станат част от представителния отбор на клуба.
Детско-юношеската школа включва общо 10 различни отбора. Те са разделени в шест възрастови групи, обхващащи юноши и деца, родени между 1989 и 1994 г. За своите тренировки и мачове отборите използват две бази в град София - на стадион Георги Аспарухов и на стадион Раковски. Тъй като в първенствата на четири от възрастовите групи детско-юношеската школа е представена от два отбора, те условно са именувани според използваната от тях база за подготовка – съответно ПФК Левски (отборите, базирани на стадион Георги Аспарухов) и ФК Левски-Раковски (отборите, базирани на стадион Раковски).

## История
Първият юношески отбор на Левски е създаден през 1922 г. по инициатива на тогавашния завеждащ спорта (старши треньор) Борис Василев (Боркиша). Той има идея да бъде създаден резервен отбор, който да подготвя футболисти за представителния тим. За треньор на юношеския отбор е назначен Евгени Попов.
През 1963 г. официално към клуба е създадена Детско-юношеска школа, която включва отбори за всяка възрастова група от 12 до 18-годишна възраст. За първи директор на школата е назначен Михаил Георгиев, който заема този пост до 1982 г.

## Известни футболисти, излезли от школата
През годините десетки футболисти, тренирали преди това в детско-юношеската школа на Левски (София), намират място в представителния състав на отбора. Сред най-известните от тях, намерили място и в българския национален отбор по футбол, са:
| - Асен Панчев - Асен Пешев - Божин Ласков - Христо Илиев - Георги Аспарухов - Александър Костов | - Георги Соколов - Цветан Веселинов - Борислав Михайлов - Николай Илиев - Наско Сираков - Божидар Искренов |

## Настоящи състави
През сезон 2007/2008 г. десетте отбора на детско-юношеската включват следните футболисти (с почернен шрифт са представени играчите, записвали мачове и за представителния отбор):

### Юноши старша възраст
Юношеските отбори старша възраст са съставени от футболисти до 19-годишна възраст, родени през 1989 г.

#### ПФК Левски
Треньор: Бисер Хаздай
| Вратари         |
| --------------- |
| Владимир Койнов |
| Лазар Иванов    |

| Защитници         |
| ----------------- |
| Димитър Епитропов |
| Димитър Руйчев    |
| Емануил Кетенлиев |
| Николай Кънчев    |
| Радко Мутафчийски |

| Полузащитници      |
| ------------------ |
| Борис Папазов      |
| Мартин Кафеджиев   |
| Светослав Михайлов |
| Емил Велев         |
| Георги Недялков    |
| Ивелин Петков      |
| Иво Михайлов       |
| Георги Друмев      |
| Лъчезар Манчев     |
| Стефан Станчев     |

| Нападатели        |
| ----------------- |
| Адриан Иванов     |
| Борис Денински    |
| Георги Чакъров    |
| Боян Гайтанов     |
| Иван Илиев        |
| Светослав Кацаров |

### Юноши старша възраст „Б“
Юношеските отбори старша възраст „Б“ са съставени от футболисти до 18-годишна възраст, родени през 1990 г.

#### ПФК Левски
Треньор: Викторио Павлов
| Вратари       |
| ------------- |
| Димитър Начев |
| Христо Царев  |

| Защитници        |
| ---------------- |
| Александър Митев |
| Кристиян Николов |
| Васил Ташев      |
| Симеон Георгиев  |
| Симеон Иванов    |

| Полузащитници   |
| --------------- |
| Васил Панайотов |
| Боян Табаков    |
| Емил Колев      |
| Иван Зайков     |
| Венцислав Венев |
| Георги Ангелов  |

| Нападатели          |
| ------------------- |
| Александър Киров    |
| Илиян Арсов         |
| Павел Петков        |
| Марио Димитров      |
| Борислав Балджийски |
| Христо Костов       |
| Радостин Йосифов    |
| Светлозар Табаков   |

### Юноши младша възраст „А“
Юношеските отбори младша възраст „А“ са съставени от футболисти до 17-годишна възраст, родени през 1991 г.

#### ПФК Левски
Треньор: Бисер Хаздай
| Вратари           |
| ----------------- |
| Александър Димчев |
| Васил Асенов      |

| Защитници        |
| ---------------- |
| Стилиян Николов  |
| Борис Борисов    |
| Георги Никифоров |
| Даниел Николов   |
| Живко Атанасов   |
| Кристиан Живков  |

| Полузащитници    |
| ---------------- |
| Виктор Малковски |
| Даниел Шмедин    |
| Костадин Аджов   |
| Ростислав Янков  |
| Валентин Миленов |

| Нападатели       |
| ---------------- |
| Георги Веселинов |
| Ивайло Гешев     |
| Иван Алексиев    |
| Людмил Леков     |
| Мишел Георгиев   |
| Ели Зизов        |
| Еден Гал Гендлер |

#### ФК Левски-Раковски
Треньор: Тони Джеферски
| Вратари          |
| ---------------- |
| Мартин Масърлиев |
| Виктор Божков    |

| Защитници         |
| ----------------- |
| Веселин Найденов  |
| Ахмед Исмет       |
| Владислав Тетиков |
| Роберто Чакъров   |

| Полузащитници   |
| --------------- |
| Антон Янев      |
| Боян Захариев   |
| Васил Василев   |
| Георги Василев  |
| Евгени Филипов  |
| Антон Янев      |
| Петър Петров    |
| Крис Митов      |
| Мартин Маринов  |
| Николай Трамбев |

| Нападатели       |
| ---------------- |
| Ангел Кюмюрджиев |
| Мариан Хаджиев   |
| Методий Енчев    |
| Стоян Лазаров    |
| Божидар Ненков   |

### Юноши младша възраст „Б“
Юношеските отбори младша възраст „Б“ съставени от футболисти до 16-годишна възраст, родени през 1992 г.

#### ПФК Левски
Треньор: Християн Войнов
| Вратари          |
| ---------------- |
| Красимир Пашунов |
| Петър Хубчев     |

| Защитници       |
| --------------- |
| Георги Георгиев |
| Вили Борисов    |
| Калоян Стоилов  |
| Камен Ачов      |
| Илиян Алексиев  |

| Полузащитници      |
| ------------------ |
| Атанас Георгиев    |
| Виктор Танев       |
| Васил Асенов       |
| Иван Жечев         |
| Денис Николов      |
| Йордан Йорданов    |
| Мартин Александров |
| Сава Николов       |
| Славиян Костадинов |

| Нападатели          |
| ------------------- |
| Христо Стамболийски |
| Иван Стоянов        |
| Иван Горанов        |
| Жоро Георгиев       |
| Стоян Кадифчин      |
| Кирил Димитров      |
| Владислав Стойков   |

#### ФК Левски-Раковски
Треньор: Михаил Захариев
| Вратари             |
| ------------------- |
| Ангел Стоев         |
| Денислав Владимиров |

| Защитници         |
| ----------------- |
| Йордан Костадинов |
| Живко Желев       |
| Иван Георгиев     |
| Иво Колев         |
| Евгени Гроздин    |
| Йордан Георгиев   |
| Кирил Георгиев    |
| Кирил Савов       |
| Марио Станев      |

| Полузащитници     |
| ----------------- |
| Ангел Гардански   |
| Иван Йоновски     |
| Еди Трифонов      |
| Иван Бекрийски    |
| Лъчезар Радев     |
| Темелко Кокошаров |
| Мартин Георгиев   |

| Нападатели           |
| -------------------- |
| Васил Василев        |
| Пламен Минчев        |
| Владислав Радославов |
| Мартин Стоичков      |
| Методи Луджев        |
| Никола Симеонов      |
| Димитър Димитров     |

### Деца „А“
Детските отбори „А“ са съставени от футболисти до 15-годишна възраст, родени през 1993 г.

#### ПФК Левски
Треньор: Николай Митов
| Вратари       |
| ------------- |
| Марио Стоянов |

| Защитници         |
| ----------------- |
| Димитър Байдаков  |
| Асен Георгиев     |
| Георги Иванов     |
| Григор Григоров   |
| Кирил Георгиев    |
| Кристиян Здравков |

| Полузащитници   |
| --------------- |
| Георги Павлов   |
| Георги Йонев    |
| Митко Атанасов  |
| Емилиян Зотев   |
| Никола Симеонов |
| Никола Яначков  |
| Росен Юруков    |
| Теодор Цанков   |
| Христо Попадиин |

| Нападатели        |
| ----------------- |
| Браиан Стоянов    |
| Доменик Аврамов   |
| Ивелино Иванов    |
| Кристиян Николаев |
| Тони Асенов       |
| Тодор Чаворски    |

### Деца „Б“
Детските отбори „Б“ са съставени от футболисти до 14-годишна възраст, родени през 1994 г.

#### ПФК Левски
Треньор: Петър Петров
| Вратари          |
| ---------------- |
| Димитър Бойчев   |
| Росен Андонов    |
| Роберто Стефанов |

| Защитници      |
| -------------- |
| Георги Пейчев  |
| Димитър Стаев  |
| Крис Йонев     |
| Кристиян Мачев |
| Никола Стоянов |
| Николай Ценков |
| Стамен Тасев   |
| Теодор Стойчев |

| Полузащитници      |
| ------------------ |
| Ахмед Дъглов       |
| Божидар Димитров   |
| Валентин Добревски |
| Жорж Нажм          |
| Ибраим Ибраимов    |
| Илиян Шиклов       |
| Михаел Кисьов      |

| Нападатели       |
| ---------------- |
| Борис Тончев     |
| Валдемар Стоянов |
| Васко Петров     |
| Даниел Васев     |
| Георги Стоичков  |
| Матю Георгиев    |
| Теодор Георгиев  |

#### ФК Левски-Раковски
Треньор: Валери Греков
| Вратари       |
| ------------- |
| Валтер Рудолф |
| Васил Цветков |

| Защитници          |
| ------------------ |
| Алберто Христов    |
| Велислав Божилов   |
| Виктор Ценов       |
| Кирил Михайлов     |
| Константин Киселов |
| Маламир Христов    |
| Николай Стефчев    |

| Полузащитници       |
| ------------------- |
| Борислав Лазаров    |
| Валентин Тодоров    |
| Ермес Кандела       |
| Кристиян Велков     |
| Кристиян Каландадзе |
| Наско Георгиев      |
| Пламен Ферков       |
| Симеон Симеонов     |
| Тошо Кърлов         |

| Нападатели       |
| ---------------- |
| Тони Мършата     |
| Боби Борисов     |
| Николай Миленков |
| Мартин Минковски |
| Павел В. Павлов  |
| Павел П. Павлов  |
| Тихомир Крумов   |